# Una novela en nueve cartas
Una novela en nueve cartas (Роман в девяти письмах, Román v devyatí písmaj ) fue escrita en 1845 por el escritor ruso Fiódor Dostoyevski. Esta breve, pero inteligente obra, describe de forma suspicaz el trato mediante cartas de los petersburgueses. Con este relato crítico, el escritor ruso transmite al lector de una forma irónica el funcionamiento burocrático de la importante capital rusa y el carácter de muchos de los ciudadanos de la misma.